# George Monbiot
George Joshua Richard Monbiot (Londen, 27 januari 1963) is een Britse zoöloog en schrijver, Monbiot studeerde aan de Universiteit van Oxford, en staat bekend om zijn ecologisch en politiek activisme. Hij schrijft een wekelijkse column voor The Guardian, en is een auteur van een reeks boeken, zoals Hitte, hoe voorkomen we dat de planeet verbrandt (2008).
Hij stichtte The Land is Ours, een geweldloze Britse campagne voor het recht om door het platteland te trekken. In juli 2024 pleitte Monbiot voor herbewapening in het VK en Europa, in het vooruitzicht van een mogelijk presidentsschap van Donald Trump.

## Publicaties
- Poisoned Arrows: An investigative journey through the forbidden lands of West Papua (1989)
  - Gifpijlen: een reis door Nieuw-Guinea (1990)
- Amazon Watershed: The new environmental investigation (1991)
  - Amazone: de ondergang van het regenwoud (1992)
- Mahogany is Murder: Mahogany Extraction from Indian Reserves in Brazil (1992)
- No Man's Land: An Investigative Journey Through Kenya and Tanzania (1994)
  - Niemandsland: een speurtocht door Kenia en Tanzania (1994)
- Captive State: The Corporate Takeover of Britain (2000)
- The Age of Consent (2003)
- Manifesto for a New World Order (2004)
- Heat: How to Stop the Planet Burning (2006)
  - Hitte: hoe voorkomen we dat de planeet verbrandt? (2008)
- Bring on the Apocalypse: Six Arguments for Global Justice (2008)
- Feral: Searching for Enchantment on the Frontiers of Rewilding (2013)
- How Did We Get into This Mess? Politics, Equality, Nature (2016)
- Out of the Wreckage: A New Politics for an Age of Crisis (2017)
  - Uit de puinhopen. Een nieuwe politiek in een tijd van crisis (2018)
- This Can’t Be Happening (2021)
- Regenesis: Feeding the World Without Devouring the Planet (2022)
- The Invisible Doctrine: The Secret History of Neoliberalism (& How It Came to Control Your Life) (2024)

- Bibsys: 90373020
- Biblioteca Nacional de España: XX1683688
- Bibliothèque nationale de France: cb179455483 (data)
- Catàleg d'autoritats de noms i títols de Catalunya: 981058599246806706
- Gemeinsame Normdatei: 124931294
- International Standard Name Identifier: 0000 0000 7869 500X
- Library of Congress Control Number: n92043392
- MusicBrainz: 95ccba0f-ecc8-4288-9512-5f444e28d7a0
- Bibliotheek van het Japanse parlement: 01128560
- Nationale Bibliotheek van Tsjechië: xx0021403
- Nationale bibliotheek van Australië: 35603674
- Nationale Bibliotheek van Israël: 987007434769705171
- Nationale en Universitaire bibliotheek Zagreb: 000437865
- Nederlandse Thesaurus van Auteursnamen: 075121891
- LIBRIS: 282054
- Système universitaire de documentation: 05274437X
- Trove: 1011366
- Virtual International Authority File: 85435764
- WorldCat: E39PBJpyvwp4qDCfJbpTxFGfv3